# Klein Sándor (pszichológus)
Klein Sándor (Budapest, 1941. március 26. –) magyar pszichológus, matematika-pedagógus, a pszichológiai tudományok doktora.

## Életútja
Klein Kurt (1900–1945) magánhivatalnok és Békefi Irma (1905–2002) fiaként született. Berlinből származó apját a második világháború során behívták munkaszolgálatra, majd a gunskircheni koncentrációs táborba deportálták, ahol feltehetőleg megélte a tábor felszabadulását, de a rabságban szerzett súlyos betegségébe néhány nap múlva belehalt. Ő édesanyjával Budapesten élte túl a holokausztot.
Az Eötvös Loránd Tudományegyetem matematika–pszichológia szakán végzett 1966-ban. 1982-ig a BME Tanárképző és Pedagógiai Intézetében dolgozott. 1982-től 1988-ig a szegedi Juhász Gyula Tanárképző Főiskola tanszékvezető tanára volt, majd docens, később tanszékvezető egyetemi tanár a pécsi Janus Pannonius Tudományegyetem Emberi Erőforrás Fejlesztési Intézet Ergonómia és Munkapszichológia Tanszéken. 2018 óta a Pécsi Tudományegyetem professor emeritusa.
Egyetemi tanár volt a Debreceni Egyetemen és a kolozsvári Babeș–Bolyai Tudományegyetemen.
1972/73-ban vendégkutató volt Dienes Zoltán Pál kanadai Pszicho-matematikai Intézetében.
1982 és 1988 között Szegeden a tanulóközpontú tanárképzés érdekében végzett kutató/fejlesztő munkát.
1984-ben és 1986-ban Szegeden több száz résztvevővel nagy hatású nemzetközi személyközpontú találkozót szervezett Carl Rogers és munkatársai részvételével. (2009 óta ezekre a találkozókra Kultúrák Közötti Kommunikáció címmel, Klein Dávid szervezésében újra sor kerül.)
1998 óta rendszeresen részt vesz könyvek szerkesztésében. Az eddig megjelent körülbelül 70 kötet elsősorban a pedagógia és az alkalmazott pszichológia témakörébe vezeti be az érdeklődő olvasót. Több kötet esetében ő írta az elő- vagy utószót.
Több tesztet adaptált és több könyvet fordított magyarra.
Sok évig volt a Magyar Pszichológiai Társaság Tesztbizottságának elnöke és a Magyar Pszichológiai Szemle szerkesztőbizottsági tagja.
Alapító tagja a World Council for Curriculum and Instruction elnevezésű nevelési világszervezetnek (1971), melynek 2014 és 2018 között alelnöki tisztségét is betöltötte.
Jelentős munkásságot fejt ki a szakfordítások és a munkapszichológiai kutatások terén.
Egyik fia Klein Dávid hegymászó.

## Kötetei (válogatás)
- Klein Sándor–Gordos Géza: Munkalélektan formatervezőknek; Tankönyvkiadó, Budapest, 1968
- Kísérlet egy új típusú intelligencia-teszt kialakítására; Akadémiai, Budapest, 1970 (Pszichológia a gyakorlatban)
- A látás pszichológiája; Tankönyvkiadó, Budapest, 1970
- Munkalélektan; Tankönyvkiadó, Budapest, 1971
- The evaluation of the OPI mathematics project; OS, Firenze, 1975 (Contributi originali dell'I. S. G. M. L.)
- A komplex matematikatanítási módszer pszichológiai hatásvizsgálata; Akadémiai, Budapest, 1980
- Munkapszichológia; Gondolat, Budapest, 1980
- A "Szimbólumhasználat (Forgatás) Teszt" felhasználásának lehetőségei a pályaválasztási tanácsadásban; OPI, Budapest, 1981 (Pszichológiai tanácsadás a pályaválasztásban)
- Munkapszichológia a munkaszervezésben; Tankönyvkiadó, Budapest, 1984
- Kultúrközi kommunikáció kreatív megközelítései. Munkaértekezlet a Center for Cross-Cultural Communication és a Magyar Pszichológiai Társaság szervezésében. Szeged, 1984. július 1-7.; vál. Klein Sándor, Angster Mária; JGYTF, Szeged, 1984
- Farkas Katalin–Klein Sándor–Mihály Ildikó: Figyeljünk rájuk! Gyermek- és ifjúságvédelemről tanárjelölteknek, tanároknak; OPI, Budapest, 1986 (Tanár leszek! Tanár vagyok!)
- Kultúrák közötti kommunikáció kreatív megközelítései II. Válogatás a személyközpontú megközelítés irodalmából. A Magyar Pszichológiai Társaság és a Center for Cross-Cultural Communication által rendezett Kliensközpontú pszichoterápia; szerk. Klein Sándor, ford. Angster Mária, Ebinger Mária, Lászlóné Grega Éva; JGYTF–JATE, Szeged, 1986
- The effects of modern mathematics; Akadémiai, Budapest, 1987
- Munkapszichológia; Tankönyvkiadó, Budapest, 1987
- Farkas Katalin–Klein Sándor: Pszichopedagógiai egyéni gyakorlatok; Tankönyvkiadó, Budapest, 1988
- Farkas Olga–Klein Sándor: Szabadon tanulni. Egy tanár kérdései önmagához; Csongrád Megyei Pedagógiai Intézet–Csongrád Megyei Tanács Művelődési Központ, Szeged, 1989 (Módszertani füzetek)
- Klein Sándor–Farkas Katalin: Mennyire sért? Tanárok és tanárjelöltek véleménye pedagógiai konfliktusszituációkról; Csongrád Megyei Pedagógiai Intézet, Szeged, 1989 (Módszertani füzetek)
- Klein Sándor–Farkas Katalin: Hogyan lehetnének iskoláink gyermekközpontúak? I-II. kötet; Csongrád Megyei Pedagógiai Intézet, Szeged, 1990 (Módszertani füzetek)
- A nevelés pszichológiai alapjai. Szöveggyűjtemény. Tanárképző főiskolák. Egységes jegyzet; szerk. Klein Sándor, Farkas Katalin; Tankönyvkiadó, Budapest, 1990
- Az intelligenciától a szerelemig. Pszichológusok a pszichológiáról; A Közművelődés Háza, Tatabánya, 1991
- Munkapszichológia; 2. átdolg. kiad.; SHL Hungary Kft., Budapest, 1998
- Az intelligenciától a szerelemig. Pszichológusok a pszichológiáról; 2. átdolg. kiad.; SHL Hungary Kft., Budapest, 1998
- ...az értelemig és tovább. Még egyszer pszichológusok a pszichológiáról; Janus Pannonius Tudományegyetem Felnőttképzési és Emberi Erőforrás Fejlesztési Intézet–SHL Hungary Kft., Pécs–Budapest, 1999
- Az intelligenciától a szerelemig. Pszichológusok a pszichológiáról; 3. jav. kiad.; SHL Hungary Kft., Budapest, 2000
- Kézikönyv a korszerű személyügyi munkához; szerk. Klein Sándor, Peter Graf, Thomas Wachter; WEKA, Budapest, 2000
- Munkapszichológia 1-3.; 2. átdolg. kiad.; SHL Hungary Kft., Budapest, 2000
- Vezetés- és szervezetpszichológia; SHL Hungary Kft., Budapest, 2001
- Gyerekközpontú iskola; szerk. Klein Sándor; Edge 2000, Budapest, 2002
- Vezetés- és szervezetpszichológia; 2. bőv. kiad.; Edge 2000 Kft., Budapest, 2002
- Munkapszichológia; 4. bőv. kiad.; Edge 2000, Budapest, 2003
- Alkalmazott pszichológia; szerk. Bagdy Emőke, Klein Sándor; Edge 2000, Budapest, 2006
- Klein Balázs–Klein Sándor: A szervezet lelke. Pszichológia a munka világában III.; Edge 2000, Budapest, 2008
- Kultúrák közötti kommunikáció. Személyközpontú találkozó. Szeged, 2009. Antológia; szerk. Klein Dávid, Klein Sándor; Edge 2000, Budapest, 2009
- Módszertani kézikönyv a vezető köztisztviselők új típusú kiválasztásához; szerk. Klein Sándor; Kormányzati Személyügyi Szolgáltató és Közigazgatási Képzési Központ, Budapest, 2009
- Szirmai Péter–Klein Sándor: Üzleti tervezés, üzleti gondolkodás. Induló vállalkozások tervezése; Edge 2000, Budapest, 2009
- Negyven év munkapszichológia. (Ember, munka, szervezet: akkor és most ) Az írás megmarad  I.  Edge 2000, Budapest, 2011
- A tanulás szabadsága Magyarországon. (Alternatív pedagógiai irányzatok, iskolák, tanárok, tantárgyak) Klein Sándor, Soponyai Dóra; Edge 2000, Budapest, 2011
- Tanulni jó. Egy pszichológus a pedagógiáról. Az írás megmarad  II. Edge 2000, Budapest, 2012
- Kultúrák Közötti Kommunikáció Antológia 2013; szerkesztette Klein Sándor és Komjáti Viktória; Edge 2000 Kiadó, Budapest, 2013
- Klein Balázs–Klein Sándor–Zentai Anita: Célcsoport-specifikus felmérő eszközök gyűjteménye megváltozott munkaképességű személyek kompetenciavizsgálatára (Módszertani kézikönyv) Fogyatékos Személyek Esélyegyenlőségéért Közhasznú Nonprofit Társaság, Budapest, 2015
- Hitelesség, elfogadás, megértés. Szemelvények a kliensközpontú pszichoterápia és a személyközpontú megközelítés irodalmából; összeáll. Klein Sándor; Edge 2000, Budapest, 2016
- Educating for Democratic Governance and Global Citizenship eds. Senses-Ozyurt, Saba –Klein, Sándor –Nemeskéri, Zsolt; World Council for Curriculum and Instruction, San Diego, Ca., USA, 2016
- Munkapszichológia a 21. században Edge 2000 Kiadó, Budapest, 2018
- Intelligencia,kreativitás,kompetencia ( Módszerek és eredmények ) Az írás megmarad III. Edge 2000 Kiadó, Budapest 2020
- A matematikatanulás öröme (Dienes Zoltán öröksége) Edge 2000 Kiadó. Budapest 2021
- Vezetés- és szervezetpszichológia. 8. átdolgozott kiadás, Edge 2000 Kiadó. Budapest 2021

## Szerkesztőbizottsági tagság
- Magyar Pszichológiai Szemle

## Társasági tagság
- Magyar Pszichológiai Társaság vezetőségi tag

## Érdekességek
A népszerű Túró Rudi névadója.